# Оверін Сергій Ігорович
Оверін Сергій Ігорович — капітан Збройних сил України, десантник.
2010 року з відзнакою закінчив навчання в Академії сухопутних військ імені гетьмана Петра Сагайдачного, спеціалізація «управління діями аеромобільних підрозділів».

## Нагороди
19 липня 2014 року — за особисту мужність і героїзм, виявлені у захисті державного суверенітету та територіальної цілісності України, вірність військовій присязі під час російсько-української війни, відзначений — нагороджений орденом Богдана Хмельницького III ступеня.